# Epilystoides
Epilystoides is een kevergeslacht uit de familie van de boktorren (Cerambycidae). De wetenschappelijke naam van het geslacht werd voor het eerst geldig gepubliceerd in 1939 door Breuning.

## Soorten
Epilystoides omvat de volgende soorten:
- Epilystoides bispinosus Breuning, 1939
- Epilystoides integripennis Breuning, 1942
- Epilystoides unicolor Breuning, 1957